# Paulhenc
Paulhenc település Franciaországban, Cantal megyében. Lakosainak száma 258 fő (2022. január 1.). Paulhenc Cantoin, Thérondels, Pierrefort, Sainte-Marie és Saint-Martin-sous-Vigouroux községekkel határos.

## Népesség
A település népességének változása:
| Lakosok száma | 509  | 376  | 283  | 272  | 251  | 246  | 252  | 255  | 258  | 258  |
|               | 1968 | 1982 | 1999 | 2006 | 2011 | 2015 | 2017 | 2018 | 2020 | 2022 |